# Danny Wilson (Band)
Danny Wilson war eine britische Popband, die ihren größten Erfolg mit der 1987er Single Mary’s Prayer hatte.

## Biografie
Die Gruppe wurde 1985 in Dundee gegründet und bestand aus den beiden Brüdern Gary und Kit Clark sowie Ged Grimes. Der Name der Band stammt aus dem Spielfilm Meet Danny Wilson (deutscher Titel: Zu allem entschlossen) mit Frank Sinatra in der Hauptrolle.
Die Single Mary’s Prayer war der erste und zugleich größte Charthit Danny Wilsons. Das Lied stieg im Sommer 1987 in die britischen und US-amerikanischen Charts und erreichte mittlere Platzierungen. Erst 1988, nach dem Wiedereinstieg in die britischen Charts, kletterte die Single dort auf Platz drei. Kurze Zeit später, im Juni 1988, platzierte sich Mary’s Prayer auch in Deutschland und erreichte Platz 35. Das dazugehörige Album Meet Danny Wilson platzierte sich in britischen und den US-amerikanischen nur auf hinteren Plätzen.
Einen weiteren Charterfolg hatte Danny Wilson mit The Second Summer of Love. Die Single stieg im Juni 1989 zunächst in die britischen Charts und kletterte auf Platz 23, ein Vierteljahr später folgte Platz 52 der deutschen Hitparade. Das Album Bebop Moptop stieg zeitgleich auf Platz 24 in England. Die Auskopplung Never Gonna Be the Same ist die letzte Single der Band, die eine Hitparadennotierung erreichte. Das Lied musste sich mit Platz 69 der UK-Charts zufriedengeben.
Wegen ausbleibenden Erfolgs löste sich die Band 1990 auf. Das Best-of-Album Sweet Danny Wilson wurde 1991 noch mal ein kleiner Charterfolg in England.
Gary Clark startete nach der Trennung mit mäßigem Erfolg eine Solokarriere. Ende der 1990er Jahre schloss er sich wieder mit Ged Grimes zusammen, um Titel für die australische Sängerin Natalie Imbruglia zu schreiben und zu produzieren. Kit Clark gründete nach der Trennung die Band The Mudskippers. Ged Grimes ist seit 2010 Bassist der Simple Minds.

## Mitglieder
- Gary Clark
- Kit Clark
- Ged Grimes

## Diskografie

### Alben
| Jahr | Titel              | Höchstplatzierung, Gesamtwochen, AuszeichnungChartplatzierungen (Jahr, Titel, Platzierungen, Wochen, Auszeichnungen, Anmerkungen) | Höchstplatzierung, Gesamtwochen, AuszeichnungChartplatzierungen (Jahr, Titel, Platzierungen, Wochen, Auszeichnungen, Anmerkungen) | Höchstplatzierung, Gesamtwochen, AuszeichnungChartplatzierungen (Jahr, Titel, Platzierungen, Wochen, Auszeichnungen, Anmerkungen) | Anmerkungen                                                      |
| Jahr | Titel              | DE | UK | US | Anmerkungen                                                      |
| ---- | ------------------ | --- | --- | --- | ---------------------------------------------------------------- |
| 1987 | Meet Danny Wilson  | — | UK65 (5 Wo.)UK | US79 (16 Wo.)US | Erstveröffentlichung: 6. April 1987 Charteinstieg UK: April 1988 |
| 1989 | Bebop Moptop       | — | UK24 (5 Wo.)UK | — | Erstveröffentlichung: 17. Juli 1989                              |
| 1991 | Sweet Danny Wilson | — | UK54 (1 Wo.)UK | — | Kompilation                                                      |

Weitere Alben
- 1995: The Best of Danny Wilson (Kompilation)

### Singles
| Jahr | Titel Album                            | Höchstplatzierung, Gesamtwochen, AuszeichnungChartplatzierungen (Jahr, Titel, Album, Platzierungen, Wochen, Auszeichnungen, Anmerkungen) | Höchstplatzierung, Gesamtwochen, AuszeichnungChartplatzierungen (Jahr, Titel, Album, Platzierungen, Wochen, Auszeichnungen, Anmerkungen) | Höchstplatzierung, Gesamtwochen, AuszeichnungChartplatzierungen (Jahr, Titel, Album, Platzierungen, Wochen, Auszeichnungen, Anmerkungen) | Anmerkungen                                                                                            |
| Jahr | Titel Album                            | DE | UK | US | Anmerkungen                                                                                            |
| ---- | -------------------------------------- | --- | --- | --- | --- |
| 1987 | Mary’s Prayer Meet Danny Wilson        | DE35 (8 Wo.)DE | UK3 Silber · (18 Wo.)UK | US23 (20 Wo.)US | Erstveröffentlichung: 24. März 1987 Produzent: Dave Bascombe, Autor: Gary Clark Charteinstieg DE: 1988 |
| 1989 | The Second Summer of Love Bebop Moptop | DE52 (10 Wo.)DE | UK23 (9 Wo.)UK | — | Produzent: Fred Defaye Autor: Gary Clark                                                               |
| 1989 | Never Gonna Be the Same Bebop Moptop   | — | UK69 (1 Wo.)UK | — | Produzenten: Allan McGlone, Danny Wilson, Fred Defaye, Autor: Gary Clark                               |

Weitere Singles
- 1987: Davy
- 1987: A Girl I Used to Know
- 1989: Strepzil Logic (EP)
- 1989: If Everything You Said Was True
- 1989: I Can’t Wait
- 1991: If You Really Love Me (Let Me Go)